# Congé (Orne)
Pour les articles homonymes, voir Congé.
Congé est une ancienne commune française du département de l'Orne partagée en 1839 entre les communes de Semallé et de Valframbert.

## Démographie
| 1793 | 1800 | 1806 | 1821 | 1836 |
| ---- | ---- | ---- | ---- | ---- |
| 284  | 192  | 213  | 214  | 233  |